# 非政府组织国际日
每年的2月27日是国际和平日（World NGO Day）世界非政府组织日。

## 歷史
世界NGO日（World NGO DAY）是馬薩斯·利奥尔·斯卡瑪尼斯 (Marcis Liors Skadmanis) 在2009年所發起，當時他僅是一位24歲的英國大學生，希望宣揚NGO領域的重要與表揚在NGO辛勤付出的人們。「Celebrate,Collaborate, and Commemorate」（慶祝、合作、紀念）是世界NGO日的核心理念。 由2010年至2018年，慶祝國際非政府組織日的國家已多達89個，散佈於六大洲，由澳洲、新西蘭至北美、南美洲，集合來自各界的支持者，他們包括來自非組府組織的成員、國際政府的領袖、私人機構、社區、還有在不同領域上的教師、學生和專家。
於2010年的波羅的海非政府組織論壇，「世界非政府組織日」由12個成員國獲得通過及正式承認。一年之後，高級時裝品牌MCM集團創始人金聖珠 (Sung-Joo Kim) 擔任世界非政府組織日的親善大使。
世界非政府组织日在2010年4月17日由立陶宛维尔纽斯的波罗的海非政府组织论坛的12个国家正式承认。 波罗的海非政府组织论坛的成员国是白俄罗斯，丹麦，爱沙尼亚，芬兰，德国，冰岛，拉脱维亚，立陶宛，波兰，俄罗斯，挪威和瑞典。
2012年3月，馬薩斯為了更進一步推行世界非政府組織日，不但聯合國教科文組織及英國駐芬蘭大使館舉行基本簡介日，亦於英國下儀院舉行圓桌會議。同年9月，馬薩斯於英國上議院舉行首次世界非政府組織日領袖會議。

## 第一个世界非政府组织日
於2014年2月27日，歐盟、北歐理事會、聯合國、聯合國教科文組織、數百個非政府組織以及國際領袖聚首於芬蘭首都赫爾辛基，於芬蘭外交部的主持之下，共同見證及慶祝國際非政府組織日成立。